# مردی که موش شد
مردی که موش شد فیلمی ایرانی به کارگردانی احمد بخشی و نویسندگی احمد بهبهانی ساخته سال ۱۳۶۴ است. بازیگران این فیلم محمدعلی کشاورز، اکبر عبدی، حمید جبلی، محبوبه بیات، بهرام فروغی ،سعید امیرسلیمانی، سروش خلیلی، پرویز پورحسینی، فرزانه کابلی و نعمت‌الله گرجی هستند.

## خلاصه فیلم
این فیلم داستان تاجر سرمایه‌داری برای معافیت از مالیات با پوشیدن لباس‌های ژنده و تظاهر به ورشکستگی به شعبه اخذ مالیات مراجعه می‌کند و مدعی می‌شود که کارخانه‌ها و شرکت‌های مقاطعه کاری اش در طول سال زیان داده‌اند کارمند وظیفه‌شناس و سخت گیر اداره که مسئول رسیدگی به پرونده مالیاتی تاجراست، ادعای او را نمی‌پذیرد، تاجر می‌کوشد با رشوه دادن به رئیس اداره کار خود را راه بیندازد.

## شخصیت‌ها
- آقای امینی، سرمایه‌داری که سعی در فرار از مالیات دارد.
- پیشکار، که رئیسش را در این راه همراهی می‌کند.
- آقای نجمی، کارمند وظیفه‌شناس اداره دارایی که حاضر به پذیرش رشوه و همکاری با امینی نیست.
- رئیس اداره دارایی، سعی می‌کند با به مقصود رساندن آقای امینی سر و سامانی به زندگی در معرض فرو پاشیدنش بدهد.